# Hirasa sempervirens
Hirasa sempervirens là một loài bướm đêm trong họ Geometridae.